# О’Фаррилл, Раиса
Раиса О’Фаррилл Боланьос (исп. Raisa O’Farrill Bolaños; 17 апреля 1972, Сифуэнтес, провинция Вилья-Клара, Куба — 30 мая 2023, Гавана, Куба) — кубинская волейболистка. Связующая. Двукратная Олимпийская чемпионка, чемпионка мира 1994.

## Биография
Волейболом 9-летняя Раиса О’Фаррилл начала заниматься в родном городе под руководством тренера Альфредо Переса Камачо. Выступала в различных юниорских соревнованиях, а в 1988 была принята в команду «Вилья Клара», за которую выступала на протяжении своей спортивной карьеры.
В официальных соревнованиях в сборной Кубы Раиса О’Фаррилл дебютировала в 1992 году, причём сразу на Олимпийских играх, где завоевала своё первое «золото». В дальнейшем за национальную команду волейболистка выступала на протяжении 8 лет (с перерывами) и стала обладателем 11 медалей высшего достоинства, в том числе двух олимпийских (в 1992 и 1996) и одной за победу на чемпионате мира 1994, где сборная Кубы не отдала своим соперникам ни одной партии.
В 2000 году после трёхлетнего перерыва Раиса О’Фаррилл вновь была включена в состав своей сборной и выиграла с ней золотые медали Гран-при, но в олимпийскую заявку не попала, после чего завершила игровую карьеру. До последнего времени проживала в Гаване и работала детским тренером.

## Достижения

### Со сборной Кубы
- двукратная Олимпийская чемпионка — 1992, 1996.
- чемпионка мира 1994.
- победитель розыгрыша Кубка мира 1995.
- победитель розыгрыша Всемирного Кубка чемпионов 1993;
  - серебряный призёр Всемирного Кубка чемпионов 1997.
- двукратная чемпионка Мирового Гран-при — 1993, 2000;
  - 3-кратный серебряный (1994, 1996, 1997) и бронзовый (1995) призёр Мирового Гран-при.
- 3-кратная чемпионка NORCECA — 1993, 1995, 1997.
- чемпионка Центральноамериканских и Карибских игр 1993.